# Marco (anime)
Marco (母をたずねて三千里, Haha wo tazunete sanzenri, lit. Tres mil llegües a la recerca de la mare), és una sèrie anime basada en el relat Dagli Appennini alle Ande inclòs en la novel·la italiana Cuore d'Edmondo De Amicis. La sèrie va ser emesa originalment al Japó en 1976, part del contenidor infantil Sekai Meisaku Gekijō de Nippon Animation. El contenidor hi havia abans i després produït una gran varietat de sèries d'animació basades en diferents obres literàries infantils; entre les quals hi havia Flandes no Inu (El gos de Flandes, 1975) i Araiguma Rasukaru (Rascal, l'os rentador, 1979). La sèrie es va estrenar al Japó el 4 de gener de 1976 i es va emetre fins al 26 de desembre de 1976, arribant als 52 capítols.
La sèrie s'ha emès amb doblatge valencià a Canal 9 i Punt 2 dins el contenidor infantil Babalà Club.
A Espanya, la sèrie va aconseguir una gran fama, similar a la de Heidi, i va ser emesa a diversos canals com Televisió Espanyola, Antena 3 i Tele5. La seva popularitat va arribar a tal grau que el personatge principal de la sèrie, Marco Rossi, va ser nominat per a la categoria de personatge favorit en els TP d'Or 1977 assolint el tercer lloc. Actualment, a Espanya la sèrie està disponible en una sèrie de DVD distribuïda per Planeta Junior.
Una pel·lícula de resum va ser llançada en els anys 80 usant els episodis d'en funcionament de la sèrie de TV. Nippon Animation en 1999 va fer una producció totalment nova en la qual se li va donar un toc excepcional a l'animació, una versió commemorativa, amb una cançó cantada per Sheena Easton: «Carry a Dream».

## Personatges
- Marco Rossi

Marco, el personatge principal, un nen italià; és treballador, alegre i generós. Un dia rep la notícia que la seva mare ha d'anar a la l'Argentina per a ajuntar diners per a la seva família. La família segueix bé per un any, fins que un dia deixa de rebre cartes de la seva mare, Marco llavors desesperat decideix partir a l'Argentina a buscar-la. És llavors on comencen les seves aventures i penúries, trobant-se en el seu camí amb amics que l'ajudaran en la seva cerca.
- Anna Rossi

La buscada mare de Marco, ha d'emigrar a l'Argentina a la recerca de treball per a ajudar la seva família. A l'Argentina l'afecta una malaltia mortal, però l'arribada Marco l'ajuda a superar-la. Finalment tots dos tornen a Gènova.
- Pietro Rossi

El pare de Marco, un esforçat doctor que té una clínica per als pobres. Quan Marco li planteja la idea d'anar a buscar a la seva mare, es nega al principi, però més tard consent.
- Antonio Rossi

És el germà major de Marco, sempre tracta de veure-li el costat bo a tot. Quan Anna emigra, decideix anar a Milà per a treballar als trens, però finalment estudia titulant-se en enginyeria.
- Fiorina

És la millor amiga de Marco, sap manejar molt bé les marionetes. Era una nena molt trista fins que va conèixer a Marco, qui va canviar la seva vida, a més li va donar més confiança.
- Peppino

És el papà de Fiorina, Concetta i Julietta, és un titellaire. Decideix anar-se'n d'Itàlia, ja que la gent era molt avara, per a provar sort juntament amb la seva família a l'Argentina.
- Concetta

És la germana gran de Fiorina, canta, balla i maneja els titelles de l'espectacle familiar.
- Giulietta

És la germana menor de Fiorina i Concetta. És una nena molt feliç, però s'alegra més quan apareix Amedio.
- Amedio

Un simpàtic mico tití provinent del Brasil. Antonio li regala a Marco i és la seva companyia durant tota la jornada.
- Ramón Mequínez

Un enginyer agrícola argentí a qui Marco va conèixer a Tucumán, quan la seva mare estava malalta.

## Fitxa tècnica
| Posició en l'equip                            |                                |
| --------------------------------------------- | ------------------------------ |
| Direcció                                      | Isao Takahata                  |
| Producció                                     | Junzou Nakajima Takaji Matsudo |
| Història Original per                         | Edmondo De Amicis (Cuore)      |
| Guió                                          | Kazuo Fukasawa                 |
| Disseny dels personatges, direcció d'animació | Iōichi Kotabe                  |
| Animador auxiliar                             | Reiko Okuyama                  |
| Escenografia, Layout                          | Hayao Miyazaki                 |
| Director d'Art                                | Takamura Mukuo                 |
| Música per                                    | Kouichi Sakata                 |
| Encarregat de so                              | Yasuo Uragami                  |

### Banda sonora
- Música per Kōichi Sakata
- Inici: Sōgen no Marco (per Kumiko Ōsugi)
- Final: Kaasan Ohayō (per Kumiko Ōsugi)